# Donji Mušić
Donji Mušić (cyr. Доњи Мушић) – wieś w Serbii, w okręgu kolubarskim, w gminie Mionica. W 2011 roku liczyła 178 mieszkańców.